# Animomyia arenae
Animomyia arenae är en fjärilsart som beskrevs av Frederick H. Rindge 1974. Animomyia arenae ingår i släktet Animomyia och familjen mätare. Inga underarter finns listade i Catalogue of Life.